# Shiotani Tsukasa
Tsukasa Shiotani (塩谷 司 (Diêm Cốc Ti) Shiotani Tsukasa, sinh ngày 5 tháng 12 năm 1988) là một cầu thủ bóng đá Nhật Bản thi đấu cho Al Ain FC.

## Thống kê sự nghiệp

### Câu lạc bộ
Cập nhật đến ngày 23 tháng 2 năm 2017.
| Câu lạc bộ          | Mùa giải            | Giải vô địch | Giải vô địch | Cúp Hoàng đế Nhật Bản | Cúp Hoàng đế Nhật Bản | J. League Cup | J. League Cup | ACL     | ACL       | Khác1   | Khác1     | Tổng    | Tổng      |
| Câu lạc bộ          | Mùa giải            | Số trận      | Bàn thắng    | Số trận               | Bàn thắng             | Số trận       | Bàn thắng     | Số trận | Bàn thắng | Số trận | Bàn thắng | Số trận | Bàn thắng |
| ------------------- | ------------------- | ------------ | ------------ | --------------------- | --------------------- | ------------- | ------------- | ------- | --------- | ------- | --------- | ------- | --------- |
| Mito HollyHock      | 2011                | 35           | 3            | 3                     | 0                     | -             | -             | -       | -         | -       | -         | 38      | 3         |
| Mito HollyHock      | 2012                | 25           | 2            | 0                     | 0                     | -             | -             | -       | -         | -       | -         | 25      | 2         |
| Mito HollyHock      | Tổng                | 60           | 5            | 3                     | 0                     | -             | -             | -       | -         | -       | -         | 63      | 5         |
| Sanfrecce Hiroshima | 2012                | 3            | 0            | 1                     | 0                     | 0             | 0             | –       | –         | 1       | 0         | 5       | 0         |
| Sanfrecce Hiroshima | 2013                | 34           | 3            | 6                     | 1                     | 2             | 0             | 6       | 0         | 1       | 0         | 49      | 4         |
| Sanfrecce Hiroshima | 2014                | 32           | 6            | 3                     | 1                     | 3             | 0             | 8       | 2         | 1       | 0         | 47      | 9         |
| Sanfrecce Hiroshima | 2015                | 27           | 3            | 2                     | 0                     | 4             | 0             | –       | –         | 2       | 0         | 32      | 5         |
| Sanfrecce Hiroshima | 2016                | 30           | 5            | 2                     | 0                     | 0             | 0             | 4       | 0         | 1       | 0         | 37      | 5         |
| Sanfrecce Hiroshima | Tổng                | 126          | 17           | 14                    | 2                     | 9             | 0             | 18      | 2         | 6       | 0         | 170     | 23        |
| Tổng cộng sự nghiệp | Tổng cộng sự nghiệp | 186          | 22           | 17                    | 2                     | 9             | 0             | 18      | 2         | 6       | 0         | 233     | 28        |

1Bao gồm FIFA Club World Cup, J. League Championship và Siêu cúp Nhật Bản.

## Danh hiệu

### Câu lạc bộ
Sanfrecce Hiroshima
- J. League Division 1 (3): 2012, 2013, 2015
- Siêu cúp Nhật Bản (3): 2013, 2014, 2016

### Cá nhân
- J. League Best Eleven (3): 2014, 2015, 2016